# Escala de Prader
La escala o estadios de Prader, nombrada así por el Dr. Andrea Prader, es un sistema de clasificación general similar a la escala de Quigley que permite medir el grado de virilización de los genitales del cuerpo humano. Principalmente está relacionada con la virilización de los genitales femeninos en los casos de hiperplasia suprarrenal congénita (HSC) e identifica cinco etapas diferentes. Sin embargo, en la actualidad se utiliza para designar el rango de diferenciación de los genitales comparándolos con su apariencia normal en bebés mostrada en ambos extremos de la escala: femenino a la izquierda (0) y masculino a la derecha (6).

## Estadios
- Se considera que un bebé en el estadio 0 tiene genitales externos femeninos normales.[4]

- Si se encuentra en el estadio 1, tiene un clítoris ligeramente grande y un tamaño de apertura vaginal ligeramente reducido.[4] Esta diferenciación puede pasar desapercibida o puede asumirse simplemente que está dentro de una variación normal.

- Si se encuentra en el estadio 2, los genitales son anómalos a simple vista. Tiene un falo de tamaño intermedio y una abertura vaginal pequeña con apertura uretral separada.[4] Habrá fusión labial posterior.

- Si se encuentra en el estadio 3, tiene un falo más grande, un único seno urogenital y una fusión casi completa de los labios.

- Si se encuentra en el estadio 4, los genitales se parecen más a los masculinos que a los femeninos. Tiene un escroto vacío y un falo del tamaño de un pene normal, pero no es lo suficientemente libre del perineo para ser llevado hacia el  abdomen en dirección al ombligo, es decir, lo que se conoce como la curvatura peneana en el varón. La abertura uretral/vaginal única y pequeña en la base o el cuerpo del falo se considerarían hipospadias en un varón. Las radiografías realizadas tras la inyección de colorante en esta abertura muestran la conexión interna con la parte superior de la vagina y el útero. Esta abertura tan habitual puede predisponer a obstrucción e infección urinaria.

- El estadio 5 indica una virilización masculina completa con un pene normalmente formado y con la abertura uretral en la punta o cerca de ella. El escroto está correctamente formado, pero vacío. Los órganos pélvicos internos incluyen ovarios y útero normales y la vagina se conecta internamente con la uretra como en el estadio 4. Estos bebés carecen de apariencia ambigua y, por lo general, se suele asumir que son varones cuyos testículos no han descendido. En la mayoría de los casos, el diagnóstico de la HSC no se sospecha hasta que aparecen signos de pérdida salina una semana después.

- En el estadio 6 el bebé presenta apariencia masculina normal, sin hipospadias y testículos normales.[5][6][7]

## Polémica
Si bien la escala ha sido definida como un sistema de calificación para genitales «anómalos», se cuestiona la idea de que los genitales atípicos deban considerarse anormales. Un artículo de opinión del Comité Nacional de Ética Biomédica de Suiza aconseja que "no es infrecuente" que las desviaciones respecto a los estándares sexuales no sean patológicas ni requieran tratamiento médico. Del mismo modo, un informe elaborado por la comisión del Senado australiano sobre la esterilización involuntaria determinó que las investigaciones «relativas a los genitales “adecuados” o “normales”, especialmente en el caso de las mujeres, generan algunas cuestiones inquietantes», entre ellas las preferencias influenciadas por la especialización y el género de los médicos.
Similarly, an Australian Senate Committee report on involuntary sterilization determined that research "regarding 'adequate' or 'normal' genitals, particularly for women, raises some disturbing questions", including preferences influenced by doctors' specialism and gender.

## Conceptos relacionados
Existen numerosas escalas clínicas y sistemas de medición para determinar si los genitales son masculinos o femeninos normales o «anómalos» como el orquidómetro, la escala de Quigley y la regla satírica Phall-O-Meter.